# 从化区
从化区，位于中国广东省中部，珠三角北缘；是广州市最東北部的一个市辖区，区人民政府驻街口街道新城东路99号。
從化區以珍稀温泉聞名於世，有“中國温泉之都”之美稱，且素有“北迴歸線上的明珠”和“廣州後花園”之譽。境內有100多個湖泊水庫，12萬公頃青山，森林覆蓋率67.2%。

## 历史
从化区原为廣州番禺和廣州增城地，明弘治二年三月己巳（1489年4月11日）由番禺划地设置从化县，取“远氓归化”之意，隶属广州府。
清袭明制，从化县隶属广州府。
民国廿五年（1936年），从化县隶属广东省第一行政督察区。
民国廿七年，从化县隶属广东省第二行政督察区。
民国三十四年，从化县再次划归广东省第一行政督察区管辖。
民国三十五年，改隶属广东省政府专员公署直属督察，至民國三十八年（1949年）。
1949年10月13日，从化县全境在國共內戰中被中國共產黨解放軍佔領，後隶属广东省北江临时行政委员会。
1953年3月，从化县隶属广东省粤北行政区（后称韶关专员公署）。
1958年10月，从化、佛冈两县合并称从化县。仍属韶关专员公署管辖。
1959年1月，划归佛山专员公署管辖。
1960年9月，从化县划归广州市人民政府管辖。
1961年4月，从化、佛冈重分为两县，各辖原有地域。
1994年3月26日，撤銷从化县，設立县级从化市。
2014年2月12日，撤销原“从化市”，并入广州市成为市辖区“从化区”。

## 地理

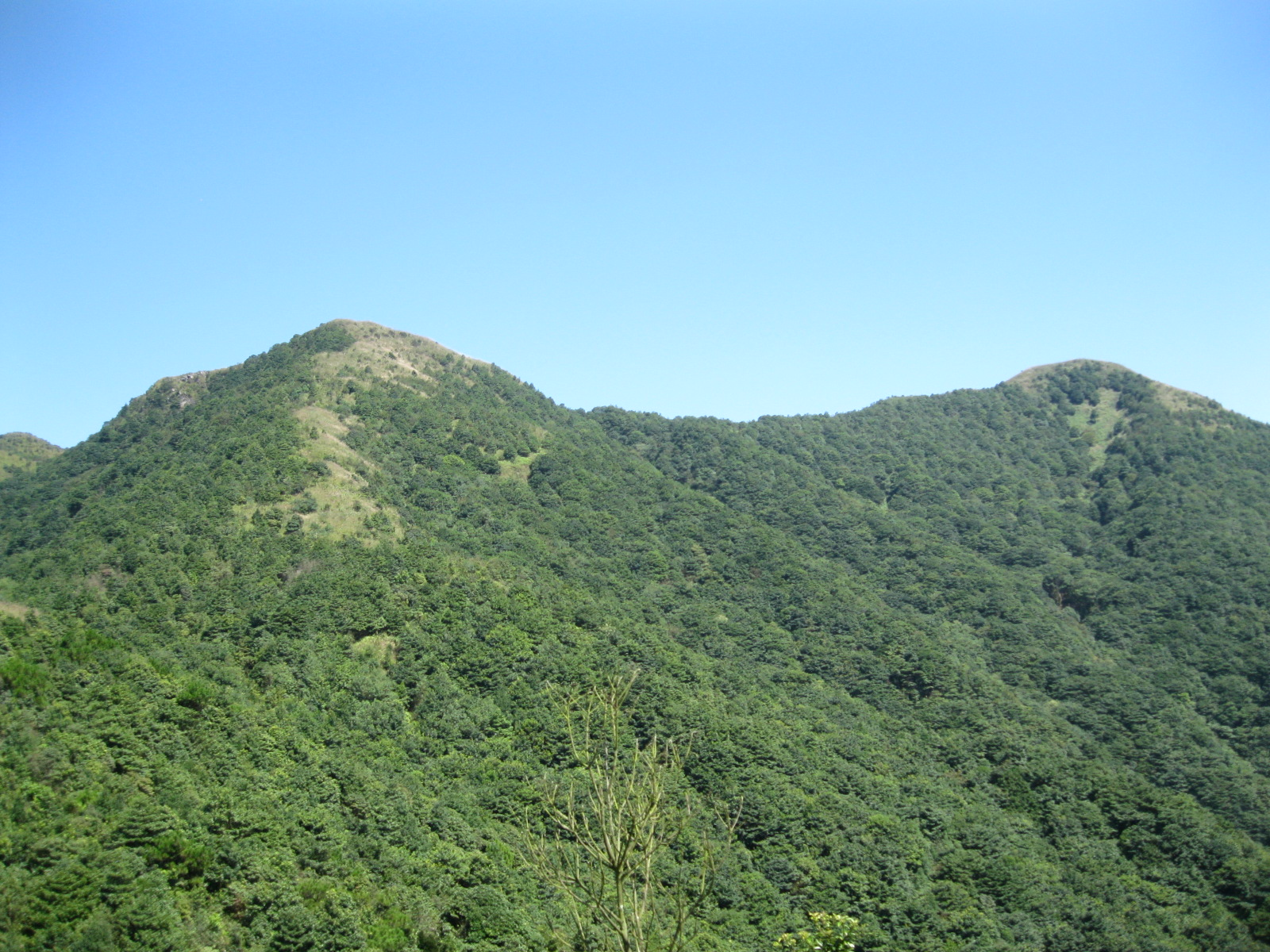
区内的天堂顶是广州的最高峰

位于珠江三角洲的北部边缘，广州市东北部，广东省中部，境内多山，其中海拔1210米的天堂顶是广州最高峰，且有流溪河过境并建有水库。
从化区东与增城区、惠州市龙门县接壤，南与广州郊区白雲區、黄埔区毗邻，西面和廣州市花都區、清远市接壤，北面与清远市佛岡縣、韶关市新丰县相连。经纬度坐标：东经113°17′至114°04′，北纬23°22′至23°56′。

## 行政区划
从化区下辖3个街道办事处、5个镇：
街口街道、江埔街道、城郊街道、温泉镇、良口镇、吕田镇、太平镇、鳌头镇、黄龙带水库管理处和大岭山林场。
從化市原轄：
- 15個鎮：街口鎮、城郊鎮、溫泉鎮、良口鎮、東明鎮、桃園鎮、呂田鎮、灌村鎮、江埔鎮、神崗鎮、太平鎮、棋桿鎮、龍潭鎮、民樂鎮及鰲頭鎮
- 3個虛擬鎮：橫江公司虛擬鎮、民樂公司虛擬鎮及流溪河林場虛擬鎮
- 5個廣州市屬場（處、公司）：大嶺山林場（即石門國家森林公園，屬原廣州市林業局，即現廣州市林業和園林局管轄）、流溪河林場（屬原廣州市林業局管轄，下4個林業工區及3個農業管理區）、黃龍帶水庫管理處（屬原廣州市水電局，即現廣州市水利局管轄，轄4個管理區）、橫江農工商公司（又稱橫江農場，屬原農場管理局，即現廣州市農工商集團有限公司管轄，分設沙梨園、長江莊、向陽、陂下、橫江和高田等6個全民農業管理區、1個全民蛋雞場及西和、光輝、紅旗和新星4個村委會）和民樂農工商公司（又稱民樂茶場，屬原農場管理局管轄，轄左村、潭口、鹿田、水坑、坑尾等農業管理區及3個茶果場）。

2004年2月24日，從化市將原15個鎮調整為3个街道5个镇。

## 人口
2021年，從化區户籍總人口65.53萬人，常住人口72.74萬人。

## 资源

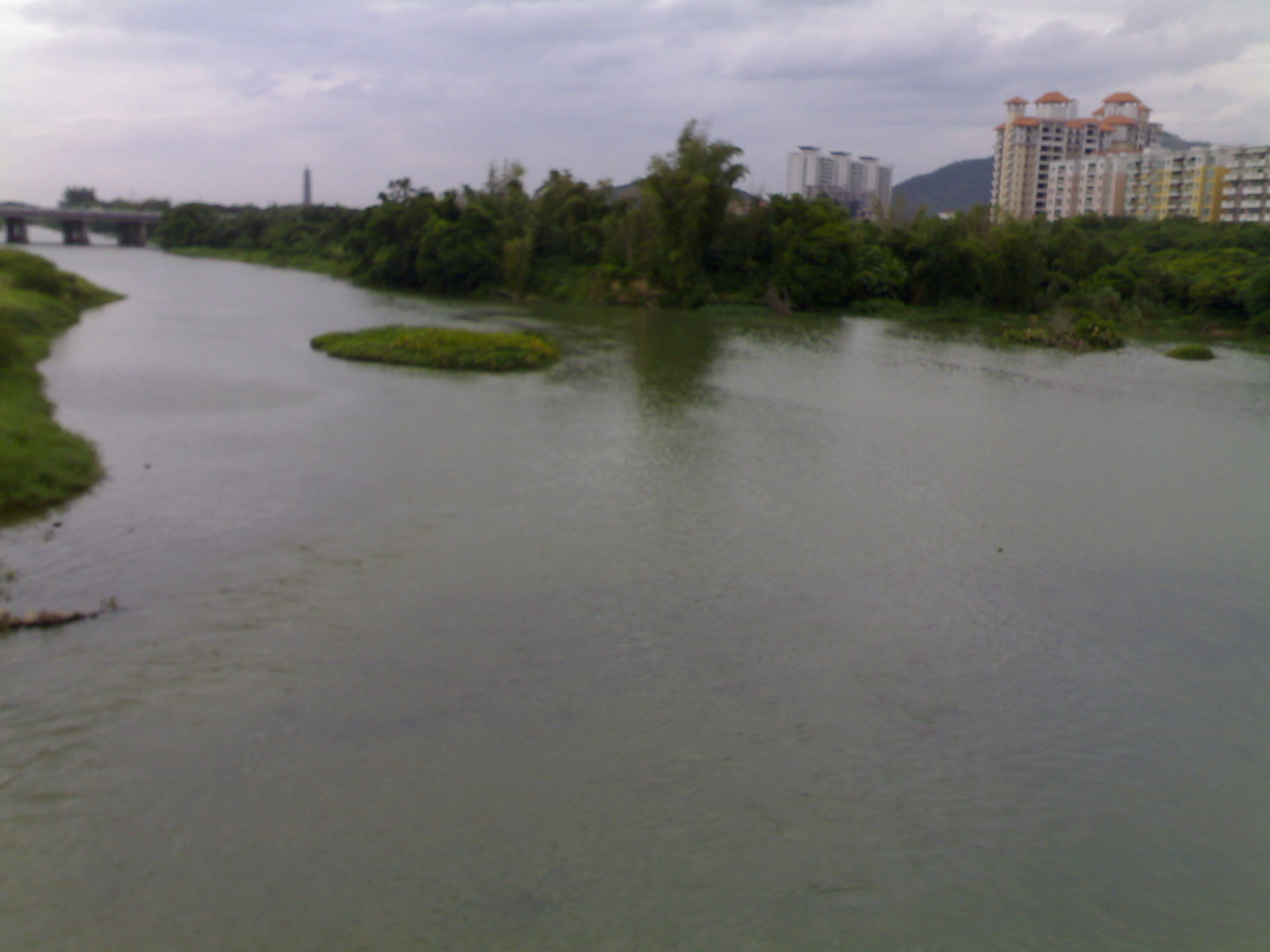
流經街口的流溪河。

从化区建设有广州抽水蓄能电站，装机容量为240万千瓦，是全世界容量最大的抽水蓄能电站。其所发电力，大部分用于南方电网调峰和供给香港之用。
从化地处岭南，特产荔枝和荔枝蜜，是中国最主要的荔枝产地之一。每年的产量达数万吨，有妃子笑、状元红、糯米糍等30多个品种。

## 交通

### 公路
- 广从公路 105国道， 106国道经鳌头过境， 355国道经灌村、街口、鳌头过境， 京港澳高速公路， 从莞深高速， 广州北三环高速公路， 佛清从高速， 大广高速公路， 汕湛高速， 从埔高速

### 公交
目前从化有三家公交公司（广州市从化公共汽车有限公司、从化中旅旅游运输有限公司和广州顺途公共汽车有限公司），运营21条公交路线、20余条农村客运路线及微循环公交（票价1元~6元，具体线路参见从化巴士路线列表条目），另有714路、高峰快线72路两条市区编号线路由花都恒通公司运营。
从化区的公交线路可使用羊城通或印有“岭南通”标识的交通卡搭乘，使用羊城通学生卡及老人优惠卡（60-65岁）可享受5折优惠，老年人免费卡（65岁以上）及残疾人免费。自2020年7月1日起，增城区和从化区开始实施“刷羊城通卡15次后6折”优惠。

### 地鐵
- █14号线：太平、神岗、赤草、從化客運站、東風

同時，亦有規劃37号线經過從化區內。

## 旅游
从化区中部的从化温泉，环境优美，是一处度假胜地，曾有多个国家的首脑人物来此疗养。此外，还有流溪河国家森林公园和石门国家森林公园，以及北回归线塔等旅游区。

## 文化（传统习俗）

### 鲤鱼舞
从化水族舞是以模仿鱼、虾、蟹等水族生物造型和形态为主要内容，旨在祈求风调雨顺、五谷丰登的民间舞蹈。主要流传于从化区温泉镇草塘社，是从化流传最广的民间舞蹈，起源于清朝乾隆年间，至今已有200余年的历史，深受当地村民喜爱。因多处地方辟有水塘，周围长满丰美的水草，地貌又恰似一条鲤鱼状，当地村民就有表演以鱼、虾、蟹为主体的水族舞队伍，逐渐形成了这一极具特色的民间舞蹈。通常被邻村相邀作祈求喜庆吉利、福运到来的活动，有较高的历史价值、人文价值和艺术欣赏价值，深受人民喜爱。

## 当地媒体
- 从化区广播电视台（电视：从化资讯频道，DTMB中的“从化一套”实际上为从化台自办节目插播广东公共；电台：FM 95.4流溪河之声）
- 从化新闻社（《今日从化》）
- 广州日报社区报从化采编部（《广州日报（从化社区）》）